# ویرجینیا مارت

ویرجینیا مارت، در نشریه‌ای چاپ سال ۱۹۲۲

ویرجینیا مارت، در نشریه‌ای چاپ سال ۱۹۲۱

ویرجینیا مارت (به انگلیسی: Virginia Mauret)،(درگذشته ۱۶ ژانویه ۱۹۸۳) که گاهی با نام ویرجینی مارت هم از او یاد شده‌است، موسیقیدان و رقاص آمریکایی بود. در سال ۱۹۶۲ او بنیان‌گذار و مدیر اپرای هنرمندان جوان شهر نیویورک شد.

## زندگی اولیه
گرچه گاهی اوقات او «مادموزل»خطاب شده ولی مارت ولی فرانسوی نبود. مارت رقص را نزد مایکل فوکین آموخت. مارت نواختن پیانو و ویلون را هم یادگرفته و در مورد تئوری صدا و موسیقی را مطالعه کرد.

## حرفه
مورت موسیقی را در رقص معنا می‌کرد، گاهی‌اوقات در حالیکه گروه موسیقی سه نفره او را همراهی می‌کردند می‌رقصید. زمان اجرا در تالار کارنگی از سال ۱۹۲۰ تا ۱۹۲۲ گاهی‌اوقات با ارکستر سمفونی می‌رقصید. اجرای وودویل مارت گاهی‌اوقات به‌طور همزمان شامل آواز خواندن، رقصیدن و نواختن ویولن بود. او لباس‌هایش را هم خودش طراحی می‌کرد. یکی از اجراهای مارت رقص با قطعات موسیقی باخ بود.
مارت رقص‌هایی را برای برادوی طراحی کرد و در ۱۹۳۰ به تور اجرای زندهٔ اپرای بچه‌ها در تایلند رفت. در ۱۹۳۳ در برنامه‌های رادیویی آواز می‌خواند و در اپرای مونترال فعالیت می‌کرد.
مارت از زمان شروع حرفه‌اش اجراهایی در مدارس عمومی برای کودکان داشت. در ۱۹۶۲ برای پیگیری علاقهٔ درازمدت خود در تحصیل هنر برنامه اپرای جوانان هنرمند را در نیویورک تأسیس کرد. در ۱۹۷۵ برای استفاده گروه اپرای جوانان هنرمند کتاب تمرین اپرای لرتسینگرا به انگلیسی ترجمه کرد.

## زندگی شخصی
مارت در سال ۱۹۸۳ در نیویورک‌سیتی درگذشت.